# Respira (pel·lícula)
Respira (títol original en anglès, Breathe) és una pel·lícula de thriller de ciència-ficció estatunidenca de 2024 dirigida per Stefon Bristol, escrita per Doug Simon i protagonitzada per Jennifer Hudson, Milla Jovovich, Quvenzhané Wallis, Common i Sam Worthington. La pel·lícula està ambientada en un món on els nivells d'oxigen a la Terra han baixat, cosa que impossibilita viure a la superfície del planeta sense equips especialitzats. S'ha doblat i subtitulat al català.

## Repartiment
- Jennifer Hudson com a Maya
- Milla Jovovich com a Tess
- Quvenzhané Wallis com a Zora
- Common com a Darius
- Sam Worthington com a Lucas
- Raúl Castillo com a Micah
- Dan Martin com a Mike

## Producció
El desembre de 2019, es va revelar que el guió de Doug Simon es trobava a la Llista negra dels guions no produïts més apreciats a Hollywood. El maig de 2022, es va anunciar que Sam Worthington, Jennifer Hudson, Milla Jovovich, Quvenzhané Wallis i el raper Common protagonitzarien per la pel·lícula, que seria dirigida per Stefon Bristol.

## Estrena
Respira es va estrenar en una selecció de cinemes, a la carta i en formats digitals el 26 d'abril de 2024.